# Kristin Tøsse Løvseth
Kristin Tøsse Løvseth (* 6. April 1973 in Lillehammer) ist eine ehemalige norwegische Curlerin.

## Werdegang
Ihr internationales Debüt hatte Løvseth im Jahr 1992. Bei der WM 1996 in Hamilton gewann sie ihre erste Medaille, eine Bronzemedaille. Eine Silbermedaille gewann sie bei der WM 1997 in Bern und eine weitere Bronzemedaille bei der WM 2000 in Glasgow. Bei der EM 2000 in Courmayeu gewann sie eine Silbermedaille. Über ihre gesamte Laufbahn wurde sie mehrfach Norwegische Meisterin mit dem Snarøen Curling Club.
Løvseth vertrat Norwegen bei den Winterspielen 1998 in Nagano. Dort wurde sie Fünfte. Bei den Olympischen Winterspielen 2002 in Salt Lake City reiste sie als Ersatzfrau erneut mit der norwegischen Mannschaft mit, kam aber nicht zu einem Einsatz.
Nach ihrem Karriereende wurde sie Trainerin und betreute bei den Weltmeisterschaften 2009 und 2010 das norwegische Nationalteam.
2007 wurde Løvseth Norwegische Meisterin im Pizzabacken.

## Erfolge
- 2. Platz Weltmeisterschaft 1997[2]
- 2. Platz Europameisterschaft 2000
- 3. Platz Weltmeisterschaft 1996, 2000[2]